# Felicia welwitschii
Felicia welwitschii là một loài thực vật có hoa trong họ Cúc. Loài này được (Hiern) Grau mô tả khoa học đầu tiên năm 1973.